# M. Ram Murty
Pour les articles homonymes, voir Murty.
Maruti Ram Pedaprolu Murty, FRSC (né le 16 octobre 1953 à Guntur, en Inde) est un mathématicien indo-canadien de l'Université Queen's, où il est titulaire d'une chaire de recherche de la Reine en mathématiques.

## Biographie
M. Ram Murty obtient un B.Sc. de l'Université Carleton en 1976. Il obtient son doctorat en 1980 du Massachusetts Institute of Technology, supervisé par Harold Stark et Dorian Goldfeld. Il fait partie du corps professoral de l'Université McGill de 1982 à 1996, puis rejoint l'Université Queen's. Murty est également nommé conjointement professeur de philosophie à Queen's, spécialisé dans la philosophie indienne.
Spécialisé en théorie des nombres, Murty est chercheur dans les domaines des formes modulaires, des courbes elliptiques et de la théorie des tamis.
Il est le frère du mathématicien V. Kumar Murty, avec lequel il collabore fréquemment. Ils ont par exemple co-écrit avec Paul Erdős un article sur l'énumération des groupes finis, leur conférant au passage un nombre d'Erdős égal à 1.
Au-delà de l'influence importante de leur mère pour développer leur goût de lecture et de l'écriture, les frères Murty, 
dans un article où ils racontent comment ils sont devenus amoureux des mathématiques, évoquent le rôle important joué par leur tuteur durant un an au Soudan, (M. Subbarao, qui les initia à la résolution de problème mathématique), puis par leur professeur de lycée  (M. Howard Edwards-Davies, qui leur offrit sa collection d'American Mathematical Monthly). Ils écrivent à ce sujet :  
« [Ce cadeau] nous a ouvert la porte d'un nouveau monde, et nous avons commencé à chercher des solutions aux problèmes [proposés chaque mois dans cette revue]. Nous avons soumis nos solutions, et beaucoup furent publiées... Cela nous a montré qu'il y avait beaucoup de gens de différents pays intéressés par les mêmes questions. »
Murty reçoit le prix Coxeter-James en 1988. Il est élu membre de la Société royale du Canada en 1990, puis à l'Indian National Science Academy (INSA) en 2008 et devient membre de l'American Mathematical Society en 2012.